# Droit international de l'eau
Le droit international de l'eau est constitué de l'ensemble des règles régissant les eaux continentales et notamment les ressources en eau douce par les sujets de droit international, à savoir les États, les organisations internationales et, exceptionnellement, les individus (droit à l'eau). Le droit international de l'eau définit un objet (l'eau douce essentiellement, par opposition aux eaux salées des océans dans le cadre du droit de la mer) et des règles (principes) qui s'appliquent à cet objet. La spécialité relève ainsi à la fois du droit international des ressources naturelles et du droit international de l'environnement. Les règles concernent à la fois le partage international (gestion quantitative) des eaux (fleuves, lacs, réservoirs d'eau souterraine…) ainsi que leur protection contre la pollution (gestion qualitative). L'importance des eaux douces pour la survie immédiate de l'homme, des animaux et de la plupart des plantes rend leur gestion très sensible au niveau inter-étatique. La spécialité est ainsi au centre d'enjeux géopolitiques importants.

## Formation du droit international de l'eau

### Droit de la navigation fluviale
En droit international public moderne, c'est la navigation fluviale qui a fait d'abord l'objet d'une règlementation internationale. On distingue ainsi traditionnellement les fleuves internationaux successifs (traversant deux ou plusieurs États), les fleuves internationaux contigus (formant la frontière entre deux États) et les lacs internationaux (avec au moins deux États riverains différents). Le Rhin est ainsi un fleuve à la fois successif (coulant sur le territoire de la Suisse, de la France, de l'Allemagne et des Pays-Bas) et contigu (formant la frontière entre l'Allemagne et la France). Les Grands Lacs nord-américains sont des lacs internationaux (avec comme États riverains le Canada et les États-Unis d'Amérique). Depuis Hugo Grotius, le droit international garantit essentiellement la liberté de navigation, pour les bateaux battant pavillon des États riverains ainsi qu'au profit d'États tiers. Par la suite, le droit international va s'intéresser progressivement à l'ensemble des autres utilisations de l'eau, y compris à sa protection environnementale.

### Premiers traités modernes sur l'eau
De manière plus marginale et ponctuelle, des traités sur l'eau antérieurs à 1900 se sont intéressés à des aspects de pollution et de gestion des eaux fluviales et lacustres. Deux traités peuvent cependant qualifiés comme pionniers en matière de droit international de l'eau s'intéressant à des fins autres que la navigation. Il s'agit de la Convention de Karlstad relative aux lacs et cours d'eau communs de 1905 conclue entre la Suède et la Norvège et le Traité de Washington relatif aux eaux frontalières de 1909, conclu entre les États-Unis d’Amérique et le Canada. Ce dernier est toujours en vigueur. Les deux traités comportent déjà les principes fondamentaux du futur droit des cours d’eau à des fins autres que la navigation : la mise en place d’organismes internationaux mixtes et de procédures obligatoires de règlement des différends, l'interdiction de causer un dommage aux eaux d’un autre État et le partage équitable des eaux.

### Convention de New York sur les utilisations des cours d'eau internationaux à des fins autres que la navigation (1997)
Des efforts de codification au sein de l'ONU ont mené en 1997 à l'adoption de la Convention de New York sur les utilisations des cours d'eau internationaux à des fins autres que la navigation. Cet instrument est ouvert à tous les États membres de l'ONU. Il est entré en vigueur en 2014 après avoir été ratifié par le 35e État.
La Convention de New York est une convention-cadre posant des règles générales supplétives dans la matière qu'elle régit.

### Convention d'Helsinki sur la protection et l’utilisation des cours d’eau transfrontières et des lacs internationaux (1992)
La Convention d’Helsinki de 1992 sur la protection et l’utilisation des cours d’eau transfrontières et des lacs internationaux a été élaborée dans le cadre de la Commission économique pour l'Europe des Nations unies. Elle était donc initialement, depuis son entrée en vigueur en 1996 le principal instrument de l’Europe en la matière. Grâce à un amendement adopté en 2003 et entrée en vigueur en 2013, elle s’est transformée en un instrument mondial, au même titre que la Convention de New York. Les deux instruments sont ainsi susceptibles de se compléter.

## Typologie des eaux internationales

### Cours d'eau internationaux
D'après la Convention de New York, « l’expression ‘cours d’eau’ s’entend d’un système d’eaux de surface et d’eaux souterraines constituant du fait de leurs relations physiques, un ensemble unitaire et aboutissant normalement à un point d’arrivée commun. » (art. 2a). Quant à l’expression ‘cours d'eau international’, elle s’entend d’un cours d'eau dont les parties se trouvent dans des États différents (art. 2b). Cette formule de compromis comprend donc les seules eaux (superficielles et souterraines), à l'exclusion du support terrestre (lit du fleuve ou bassin hydrographique) que les États riverains ne souhaitent pas soumettre aux règles de la Convention de New York.

### Aquifères transfrontières
Les travaux de la Commission du droit international, organisme onusien chargé de la codification et du développement du droit international, ont abouti en 2008 à un Projet d'articles sur les aquifères transfrontières. Il couvre à la fois les eaux souterraines reliés à un cours d'eau international (qui sont également visées par la Convention de New York) ainsi que les eaux souterraines non reliées (des aquifères isolés présents en grande quantité notamment en Afrique du Nord, au Moyen-Orient et en Amérique du Sud). Le Projet d'articles définit les aquifères transfrontières comme la « formation géologique perméable contenant de l’eau superposée à une couche moins perméable » (art. 2a). Il ne vise ainsi non seulement le contenu (l'eau), mais également le conteneur (la formation rocheuse constituée par l'aquifère),.

### Autres eaux douces
D'autres formes douces n'ont pas encore fait l'objet d'une règlementation générale. On pense notamment aux glaciers non reliés à un cours d'eau international, aux icebergs, aux nuages (et autres formes d'eau atmosphériques), aux eaux virtuelles (contenus dans les légumes, fruits et viandes) ainsi qu'aux eaux extraterrestres,.

## Principes fondamentaux applicables

### Principe de coopération
Le principe de coopération est le principe procédural imprégnant tout le droit international de l'eau. Il est codifié à l'article 8 de la Convention de New York.

### Principe de l'utilisation équitable et raisonnable
Le principe de l'utilisation équitable et raisonnable des ressources en eau partagées se trouve consacré expressément à la fois dans la Convention de New York (art. 5) et dans la Convention d’Helsinki (art. 2(2c)). Le caractère équitable est sur le plan de la technique juridique typiquement un concept souple,, apprécié au cas par cas, mesurant les différents facteurs socio-économiques, écologiques et autres (Convention de New York, art. 6). Ainsi la Cour internationale de justice a jugé que l’appropriation de 80% des eaux d’un fleuve partagé entre deux États n’est pas équitable (arrêt de 1997, affaire du barrage de Nagymaros-Gabcikovo),.

### Principe interdisant de causer un dommage au territoire d'un autre État
Le principe qui interdit à un État de causer des dommages significatifs aux autres États du cours d'eau ou de l’aquifère adopte essentiellement une logique environnementale et vaut par ailleurs pour l’ensemble du droit international de l’environnement. La Convention de New York le consacre explicitement, mais le subordonne au principe de l'utilisation équitable (art. 7 en combinaison avec art. 5). La jurisprudence internationale en matière d'eau confirme systématiquement la valeur normative de ce principe, ainsi dans l'affaire du barrage de Gabcikovo-Nagymaros (1997), dans l'affaire des usines de pâte à papier (2008),, et dans les affaires opposant le Nicaragua et le Costa Rica (2015).

### Règlement pacifique des différends
Le droit international général (Charte des Nations unies, art. 33) ainsi que le droit international de l'eau spécifiquement imposent aux États le règlement pacifique des différends. Il peut s'agir de modalités produisant un résultat non contraignant pour les parties au conflit ou, au contraire, d'un règlement juridictionnel aboutissant à une décision de justice obligatoire. Les États doivent accepter cette dernière solution de manière expresse, y compris en droit international de l'eau (Convention de New York, art. 33 ; Convention d'Helsinki, art. 22). Les clauses à ce propos sont extrêmement controversées dans les traités sur l'eau comme le montrent les travaux préparatoires au sein de la Commission du droit international menés en amont de la Convention de New York.